# Ostaticii
Ostaticii (în engleză Office Party, cunoscut și sub numele de Hostile Takeover) este un film thriller canadian regizat de George Mihalka⁠(d) care a fost lansat în 1988. O adaptare a romanului polițist din 1981 al lui Michael A. Gilbert, Office Party, filmul îl are în rolul principal pe David Warner⁠(d) ca Eugene Brackin, un contabil reprimat care ia brusc ostatici pe trei dintre colegii săi, fără niciun motiv sau solicitări aparente.
Cei trei ostatici sunt interpretați de Michael Ironside, Kate Vernon⁠(d) și Jayne Eastwood⁠(d).
Billy Bryans⁠(d) și Aaron Davis au primit o nominalizare la Premiul Genie pentru cea mai bună muzică originală la cea de-a zecea ediție a Premiilor Genie.

## Distribuție
- David Warner⁠(d) - Eugene Brackin
- Michael Ironside - Larry Gaylord
- Kate Vernon⁠(d) - Sally
- Jayne Eastwood⁠(d) - Joan Talmage
- Will Lyman⁠(d) - Smolen
- Graeme Campbell⁠(d) - Hollis
- Anthony Sherwood⁠(d) - Garlas
- John Vernon - Mayor
- Patrick Patterson⁠(d) - Security Guard
- Winston Gaddishaw - Marksman
- Helen Beavis - Mrs. Hampton
- Cindy Girling - Mrs. Gaylord
- Kenneth McGregor⁠(d) - Cop #1 (ca Ken McGregor)
- François Klanfer - NY Boss
- Rex Hagon⁠(d) - V.P. of Felton